# Världscupen i längdåkning 1992/1993
Världscupen i längdskidåkning 1992/1993 startade i Ramsau am Dachstein, Steiermark, Österrike den 12 december 1992 och avslutades i Štrbské Pleso, Slovakien den 20 mars 1993. Bjørn Dæhlie från Norge vann herrarnas totalcup, medan Ljubov Jegorova från Ryssland vann damernas dito.

## Tävlingskalender

### Herrar
| Placering | Datum                          | Plats         | Distans                                     | Etta                                        | Tvåa                                        | Trea                                        |
| --------- | ------------------------------ | ------------- | ------------------------------------------- | ------------------------------------------- | ------------------------------------------- | ------------------------------------------- |
| 1.        | 12 december 1992               | Ramsau        | 10 kilometer fristil                        | Vegard Ulvang                               | Vladimir Smirnov                            | Václav Korunka                              |
| 2.        | 13 december 1992               | Ramsau        | 15 kilometer klassisk stil                  | Bjørn Dæhlie                                | Vegard Ulvang                               | Vladimir Smirnov                            |
| 3.        | 18 december 1992               | Val di Fiemme | 30 kilometer fristil                        | Vladimir Smirnov                            | Michail Botvinov                            | Aleksej Prokurorov                          |
| 4.        | 20 december 1992               | Val di Fiemme | Stafett 4 × 10 kilometer                    | -                                           | -                                           | -                                           |
| 5.        | 3 januari 1993                 | Kavgolovo     | 30 kilometer klassisk stil                  | Bjørn Dæhlie                                | Michail Botvinov                            | Torgny Mogren                               |
| 6.        | 9 januari 1993                 | Ulrichen      | 15 kilometer klassisk stil                  | Marco Albarello                             | Vegard Ulvang                               | Bjørn Dæhlie                                |
| 7.        | 10 januari 1993                | Ulrichen      | Stafett 4 x 10 kilometer                    | -                                           | -                                           | -                                           |
| 8.        | 16 januari 1993                | Bohinj        | 15 kilometer fristil                        | Vladimir Smirnov                            | Torgny Mogren                               | Bjørn Dæhlie                                |
| VM        | 19 februari - 28 februari 1993 | Falun         | Världsmästerskapen i nordisk skidsport 1993 | Världsmästerskapen i nordisk skidsport 1993 | Världsmästerskapen i nordisk skidsport 1993 | Världsmästerskapen i nordisk skidsport 1993 |
| 9.        | 5 mars 1993                    | Lahtis        | Stafett 4 x 10 kilometer                    | -                                           | -                                           | -                                           |
| 10.       | 6 mars 1993                    | Lahtis        | 30 kilometer fristil                        | Torgny Mogren                               | Vladimir Smirnov                            | Václav Korunka                              |
| 11.       | 10 mars 1993                   | Lillehammer   | Stafett 4 x 10 kilometer                    | -                                           | -                                           | -                                           |
| 12.       | 13 mars 1993                   | Oslo          | 50 kilometer klassisk stil                  | Aleksej Prokurorov                          | Gudmund Skjeldal                            | Sture Sivertsen                             |
| 13.       | 19 mars 1993                   | Štrbské Pleso | 15 kilometer klassisk stil                  | Bjørn Dæhlie                                | Marco Albarello                             | Silvio Fauner                               |
| 14.       | 20 mars 1993                   | Štrbské Pleso | Stafett 4 x 10 kilometer                    | -                                           | -                                           | -                                           |

### Damer
| Placering | Datum                          | Plats         | Distans                                     | Etta                                        | Tvåa                                        | Trea                                        |
| --------- | ------------------------------ | ------------- | ------------------------------------------- | ------------------------------------------- | ------------------------------------------- | ------------------------------------------- |
| 1.        | 12 december 1992               | Ramsau        | 5 kilometer klassisk stil                   | Kateřina Neumannová                         | Jelena Välbe                                | Larisa Lazutina                             |
| 2.        | 18 december 1992               | Val di Fiemme | 15 kilometer fristil                        | Ljubov Jegorova                             | Larisa Lazutina                             | Jelena Välbe                                |
| 3.        | 20 december 1992               | Val di Fiemme | Stafett 4 × 5 kilometer                     | -                                           | -                                           | -                                           |
| 4.        | 3 januari 1993                 | Kavgolovo     | 30 kilometer klassisk stil                  | Ljubov Jegorova                             | Jelena Välbe                                | Trude Dybendahl                             |
| 5.        | 9 januari 1993                 | Ulrichen      | 15 kilometer klassisk stil                  | Jelena Välbe                                | Marja-Liisa Kirvesniemi                     | Stefania Belmondo                           |
| 6.        | 10 januari 1993                | Ulrichen      | Stafett 4 x 5 kilometer                     | -                                           | -                                           | -                                           |
| 7.        | 16 januari 1993                | Cogne         | 10 kilometer fristil                        | Stefania Belmondo                           | Jelena Välbe                                | Ljubov Jegorova                             |
| 8.        | 17 januari 1993                | Cogne         | Stafett 4 x 5 kilometer                     | -                                           | -                                           | -                                           |
| VM        | 19 februari - 28 februari 1993 | Falun         | Världsmästerskapen i nordisk skidsport 1993 | Världsmästerskapen i nordisk skidsport 1993 | Världsmästerskapen i nordisk skidsport 1993 | Världsmästerskapen i nordisk skidsport 1993 |
| 9.        | 6 mars 1993                    | Lahtis        | 5 kilometer fristil                         | Ljubov Jegorova                             | Manuela Di Centa                            | Stefania Belmondo                           |
| 10.       | 9 mars 1993                    | Lillehammer   | 5 kilometer klassisk stil                   | Trude Dybendahl                             | Ljubov Jegorova                             | Manuela Di Centa                            |
| 11.       | 10 mars 1993                   | Lillehammer   | 5 kilometer klassisk stil                   | Ljubov Jegorova                             | Manuela Di Centa                            | Jelena Välbe                                |
| 12.       | 13 mars 1993                   | Oslo          | Stafett 4 x 5 kilometer                     | -                                           | -                                           | -                                           |
| 13.       | 19 mars 1993                   | Štrbské Pleso | 10 kilometer klassisk stil                  | Jelena Välbe                                | Ljubov Jegorova                             | Manuela Di Centa                            |
| 14.       | 20 mars 1993                   | Štrbské Pleso | Stafett 4 x 5 kilometer                     | -                                           | -                                           | -                                           |

## Slutställning

### Herrar
| Placering | Åkare              | Poäng |
| 1.        | Bjørn Dæhlie       | 696   |
| 2.        | Vladimir Smirnov   | 649   |
| 3.        | Vegard Ulvang      | 576   |
| 4.        | Torgny Mogren      | 488   |
| 5.        | Marco Albarello    | 351   |
| 6.        | Silvio Fauner      | 308   |
| 7.        | Michail Botvinov   | 292   |
| 8.        | Sture Sivertsen    | 285   |
| 9.        | Aleksej Prokurorov | 251   |
| 10.       | Terje Langli       | 234   |
| . . .     |                    |       |
| 88.       | Wiesław Cempa      | 5     |

### Damer
| Placering | Åkare                   | Poäng |
| 1.        | Ljubov Jegorova         | 760   |
| 2.        | Jelena Välbe            | 710   |
| 3.        | Stefania Belmondo       | 596   |
| 4.        | Larisa Lazutina         | 519   |
| 5.        | Manuela Di Centa        | 511   |
| 6.        | Trude Dybendahl         | 396   |
| 7.        | Kateřina Neumannová     | 356   |
| 8.        | Marja-Liisa Kirvesniemi | 286   |
| 9.        | Marjut Rolig            | 285   |
| 10.       | Anita Moen              | 259   |
| . . .     |                         |       |
| 34.       | Małgorzata Ruchała      | 57    |
| 38.       | Bernadetta Bocek        | 45    |
| 45.       | Dorota Kwaśny           | 18    |